# Ryszard Przybysz
Ryszard Stanisław Przybysz (* 8. Januar 1950 in Koło; † 23. Februar 2002 in Łódź) war ein polnischer Handballspieler.

## Karriere

### Verein
Ryszard Przybysz ging in Łódź auf die Grundschule Nr. 26 und absolvierte anschließend die Mechanische Fachschule. Zunächst spielte er ab 1964 Fußball bei Budowlani und bei ŁKS Łódź, bevor er bei MKS Łodzianka das Handballspielen lernte. Ab 1969 spielte der 1,87 m große Linksaußen für den Erstligisten Anilana Łódź, mit dem er 1977 den zweiten und 1971, 1972, 1974, 1975 und 1978 den dritten Platz in der polnischen Meisterschaft belegte. 1973 und 1977 gewann er mit Anilana den polnischen Pokal. Nachdem er 1981/82 eine Saison in den Vereinigten Arabischen Emiraten unter Vertrag gestanden hatte, kehrte er nach Łódź zurück. In seiner letzten Spielzeit gewann er mit seinem Team 1983 die polnische Meisterschaft.

### Nationalmannschaft
Mit der polnischen Nationalmannschaft belegte Przybysz den zweiten Platz beim World Cup 1974, bei dem er bester Werfer des Turniers wurde. Bei den Olympischen Spielen 1976 gewann er mit Polen die Bronzemedaille. In Montreal warf er 14 Treffer in sechs Partien. Bei der Weltmeisterschaft 1978 erreichte die Auswahl um den 93-fachen Nationalspieler den sechsten Rang.

### Auszeichnungen
Im Jahr 1976 erhielt Przybysz die Bronzemedaille „Für herausragende sportliche Leistungen“ und drei Jahre darauf den Titel „Verdienter Meister des Sports“.